# 阿薩·拉斯金
阿薩‧拉斯金（英語：Aza Raskin，1984年—）是美國的設計專家 及介面大師。 他同時也是知名人機界面專家傑夫·拉斯金之子。

## 傳記
拉斯金在10歲時於人機互動學會舊金山分會發表人生第一次的使用者界面演說。20歲時，他便開始於國外發表演說。他擁有芝加哥大學數學及物理學的學士學位，並短暫攻讀加州理工學院物理博士學位，繼續他曾在芝加哥大學和東京大學參與的暗物質研究。拉斯金未完成初中、高中及研究所學業，芝加哥大學是他唯一獲得學位的學校。
2004年，拉斯金與其父傑夫‧拉斯金在拉斯金人機介面中心一同發展新式使用介面Archy。次年，他開設Humanized公司，持續進行Archy的開發工作。在Humanized，他開發了以語言為基礎、服務導向的軟體Enso。
2008年1月，拉斯金及其他Humanized公司成員加入Mozilla公司，拉斯金成為Mozilla Labs專案的使用體驗負責人，並參與諸如Ubiquity與Firefox行動版等專案。
拉斯金創立了兩間公司，包括音樂搜尋工具Songza及銷售紙製家具的Bloxes，是名成功的企業家。其中Songza已於2008年底被亞馬遜投資的艾米街收購。他也有一些規模較小的專案，如以規範語法生成藝術作品的演算油墨專案。2010年，拉斯金發現了新型態的網絡釣魚手法，稱為標籤綁架（Tabnabbing），當使用者連上嵌有惡意程式的網頁時，在使用者閒置一段時間後，該惡意網頁分頁及內容會悄悄地偽裝成網路服務，誘導使用者輸入帳號和密碼。
2010年12月15日，拉斯金離開Mozilla公司，創立Massive Health健康諮詢公司。

## 備註
1. ↑  Campofiorito, Matteo. . oneopensource. September 1, 2008  [2009-03-06]. （原始内容存档于2011-07-22）.
2. ↑  Shankland, Stephen. . CNET News. March 8, 2009  [2009-03-10].
3. ↑  Raskin, Jef; Aza Raskin. . . September 13, 1994  [2009-03-06]. （原始内容存档于2009-02-02）.
4. ↑  Raskin, Aza. . . Gothenburg, Sweden. 2004. （原始内容存档于2008-03-09）.
5. 1 2  Raskin, Aza. .   [2009-03-06]. （原始内容存档于2009-02-28）.
6. ↑  McCarthy, Jack. . InfoWorld. February 28, 2005  [2008-03-06]. （原始内容存档于2005-03-03）.
7. ↑  Raskin, Aza. . Humanized. January 16, 2008  [2009-03-06]. （原始内容存档于2008-01-20）.
8. ↑  Raskin, Aza. . Mozilla Labs. August 26, 2008  [2009-03-06]. （原始内容存档于2009-03-08）.
9. ↑  Schonfeld, Erick. . TechCrunch. June 11, 2008  [2009-03-06]. （原始内容存档于2009-03-21）.
10. ↑  Wenzel, Elsa. . CNET News. March 7, 2008  [2009-03-06]. （原始内容存档于2012-10-24）.
11. ↑  . TechCrunch. Apr 8, 2009  [2015-08-01]. （原始内容存档于2021-05-06）.
12. ↑  . Aza Raskin.   [2009-09-14]. （原始内容存档于2008-08-12）.
13. ↑  . Aza Raskin.   [2010-06-06]. （原始内容存档于2012-02-17）.
14. ↑  Aza Raskin. .   [2014-12-13]. （原始内容存档于2015-02-06）.

### 寫作
- Raskin, Aza. . A List Apart. July 13, 2007  [2009-03-06]. （原始内容存档于2009-03-02）.
- Raskin, Aza. . . October 24, 2006  [2009-03-06]. （原始内容存档于2009-03-03）.
- Raskin, Aza. . Humanized. June 30, 2006  [2009-03-06]. （原始内容存档于2009-01-30）.
- Raskin, Aza. . Interactions (Association for Computing Machinery). January/February 2008, 15 (1): 19–22  [2009-09-14]. （原始内容存档于2015-04-06）.
- Jakobsson, Markus; Myers, Steven (编). . Wiley. 2006: 800  [2009-09-14]. ISBN 0-471-78245-9. （原始内容存档于2012-10-06）.（貢獻）

### 演說
- Raskin, Aza. . . Google Video. May 4, 2007  [2009-03-06]. （原始内容存档于2009-02-16）.
- Raskin, Aza. . . YouTube. April 2, 2008  [2009-03-06]. （原始内容存档于2020-11-23）.

## 外部連結
- 個人網站